# Stan Dragoti
Stanley John Dragoti detto Stan (New York City, 4 ottobre 1932 – Los Angeles, 13 luglio 2018) è stato un regista statunitense.

## Biografia
Dragoti è nato a New York nel 1932 da genitori albanesi originari di Tepelenë. È morto a Los Angeles  il 13 luglio 2018 a 85 anni.
Era sposato con Cheryl Tiegs.

## Filmografia
- Dirty Little Billy (1972)
- Billy le cave (1972)
- Amore al primo morso (1979)
- Mister mamma (1983)
- L'uomo con la scarpa rossa (1985)
- Giù le mani da mia figlia! (1989)
- Campioni di guai (1991)